# ペニャラーラ
ペニャラーラ（スペイン語: Peñalara）は、セントラル山系のグアダラマ山脈にある山。スペイン・カスティーリャ・イ・レオン州セゴビア県とマドリード州にまたがっている。標高は2428mであり、グアダラマ山脈の最高峰である。そのプロミネンスは1113m。

## 地理

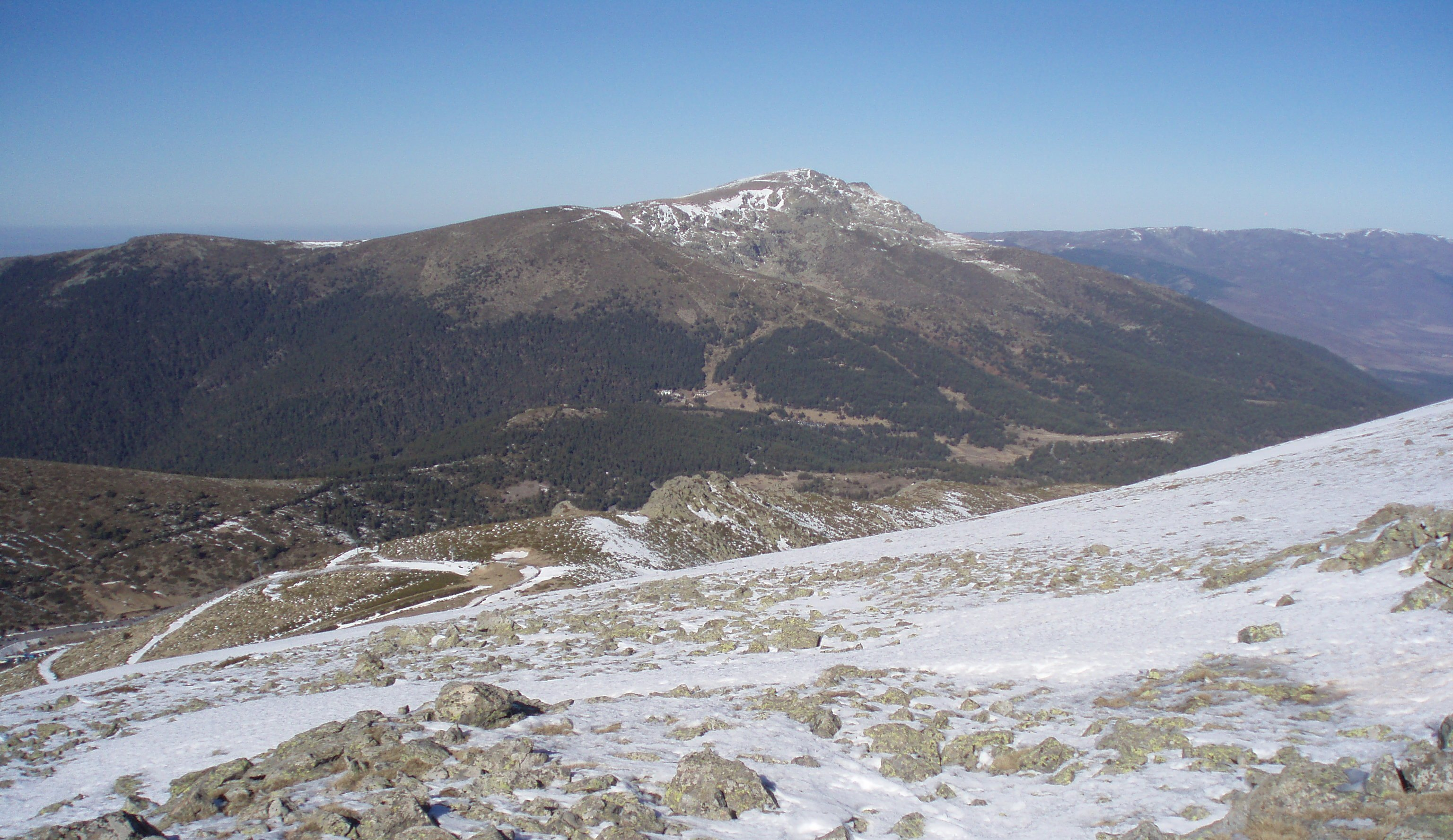
ペニャラーラの南斜面

ペニャラーラという名称は、山を意味する「Pen」または「Ben」、古語で月を意味する「Allah」、古語で太陽を意味する「Ra」の複合語である可能性がある。ペニャラーラはグアダラマ山脈でもっとも象徴的かつ重要な山であり、いくつかの湖や急斜面を特徴としている。
山体の東部はマドリード州ラスカフリアの自治体にあり、ラスカフリアはロソージャ谷と呼ばれる地域に含まれる。山体の西部はカスティーリャ・イ・レオン州セゴビア県にあり、バルサイン谷と呼ばれる地域に含まれる。山頂を含む一部の領域はペニャラーラ自然公園となっており、ペニャラーラ自然公園はグアダラマ国立公園の一部でもある。
頂上一帯には高山池、小川やミズゴケが優勢な泥炭地の湿地があり、その周辺にはマツの森林と高山の低木林がある。一帯はサンバガエルの生息地であり、2007年にラムサール条約登録地となった。